# Acanthocinus henschi aetnensis
Acanthocinus henschi aetnensis es una subespecie de escarabajo longicornio del género Acanthocinus, tribu Acanthocinini, subfamilia Lamiinae. Fue descrita científicamente por Rapuzzi & Sama en 2010.
La especie se mantiene activa durante los meses de junio y julio.

## Descripción
Mide 7-9 milímetros de longitud.

## Distribución
Se distribuye por Italia.